# 黑纹螨蛛
黑纹螨蛛（学名：Gamasomorpha nigrilneata）为卵形蛛科加马蛛属的动物。在中国大陆，分布于安徽、浙江等地。该物种的模式产地在安徽休宁。